# Amelia Andersdotter
Amelia Andersdotter (Upsala, 30 de agosto de 1987) es una política sueca que fue elegida como eurodiputada por la lista del Partido Pirata Sueco en las Elecciones al Parlamento Europeo de 2009 en Suecia. Era la segunda opción en la papeleta, detrás de Christian Engström, y asumió el cargo tras la ratificación del Tratado de Lisboa.

## Biografía
Amelia Andersdotter nació en 1987 en Uppsala pero creció en Enköping.
Tras sus estudios secundarios, Andersdotter estudió durante cinco años matemáticas y derecho mercantil en la Universidad de Lund. 
En 2006 ingresó en Ung Pirat («Joven Pirata»), la juventud del Partido Pirata sueco. Participó representando al partido en el Foro Urbano Mundial de 2008.
En una entrevista con el periódico estudiantil de la Universidad de Lund, Andersdotter anunció que en caso de ser elegida donaría parte de sus remuneraciones como eurodiputada a Attac, Amnistía Internacional y UNIFEM.

## Europarlamentaria
Fue en segundo lugar en la lista de candidatos del Partido Pirata para las elecciones al Parlamento Europeo de 2009. En esas elecciones recibió 22 303 votos personales (el 9,87 por ciento de los votos del Partido Pirata) y se convirtió en la candidata del partido que recibió la mayor cantidad de votos tras Christian Engström. Andersdotter asumió el cargo dos años y medio después de las elecciones, cuando Suecia obtuvo dos escaños más (durante esa legislatura) tras la ratificación de un protocolo adicional al Tratado de Lisboa relativo a la composición del Parlamento Europeo, convirtiéndose en el miembro más joven del Parlamento durante ese período.
En el Parlamento Europeo, Andersdotter se centró en cuestiones de política de información y fue miembro de la Comisión de Industria, Investigación y Energía (ITRE) del Parlamento Europeo y de la Delegación para las Relaciones con la Península de Corea.  También fue promotora de EPFSUG (el Grupo de Usuarios de Software Libre del Parlamento Europeo).
Fue muy crítica del Acuerdo Comercial Antifalsificación (ACTA) y propuso, como relatora de la Comisión ITRE, rechazar el acuerdo, que también se convirtió en la línea de la comisión. Los otros comités siguieron luego la misma línea. Por último, el Parlamento también rechazó la propuesta de firma del acuerdo.
Perdió su escaño en 2014, después de que su partido no pudiera lograr representación en las elecciones europeas de ese año. 
Tras el mandato de Andersdotter en el parlamento, el think tank Timbro realizó una evaluación de la influencia de los parlamentarios suecos durante esa legislatura y la destacó como una de las dos con mayor influencia.
Tras su período como parlamentaria de la UE, trabaja como directiva Dataskyddnet, una asociación europea dedicada a promover la legislación relativa a la protección de datos.